# هارفست مون: حياة رائعة
هارفست مون: حياة رائعة، (بالإنجليزية: Harvest Moon: A Wonderful Life)‏، هي لعبة فيديو لنينتندو غيم كيوب صدرت في 16 مارس 2004.

## أسلوب اللعب

### الحيوانات
تبدأ اللعبة مع بقرة واحدة، ويمكنك الحصول في وقت لاحق على حيوانات إضافية.

### المحاصيل
الزراعة في هذا الجزء معقدة نسبيا. تمتلك أنت ثلاثة حقول في مزرعتك، مع تفاوت في مستويات الخصوبة. يجب عليك أن تروي يوميًا النباتات أكثر من مرة في اليوم الواحد، ويتغذى مع الأسمدة للحصول على نوعية ممتازة من الفواكه والخضروات. ولكل محصول موسم خاص به، وسوف يكون ضعيفا إذا زرعت في الوقت غير المناسب من العام. للحصول على أعلى جودة من المحاصيل والبذور، يجب عليك أن تسقى النباتات يوميًا.

### الأطفال
هذا الجزء هو الأول من سلسلة حصاد القمر بإنجاب الأطفال.